# NHKニュースおはよう香川
『NHKニュースおはようかがわ』（エヌエイチケイニュースおはようかがわ）は、NHK高松放送局が『NHKニュースおはよう日本』内で平日7時台に放送していたローカルニュース番組。

## 放送時間
- 月曜 - 金曜 7:45 - 8:00
  - 県内ニュース・気象情報は7:51までで、7:51以降は松山放送局から四国ブロック放送。

## キャスター
- 現在はNHK高松放送局のアナウンサーが交替で担当していたが、かつては高松放送局に勤務していた中條誠子が番組の顔として1997年4月から1年間毎週月曜から金曜までレギュラー出演していた。番組開始から終了まで番組の顔として担当していたのは彼女だけである。また香川県内限定で番組の宣伝も放送されていた。
- この日の担当キャスターは7:20・12:15・14:55のラジオニュースも担当する（12:15はテレビニュースの場合あり）。

## 備考
- 2006年3月までは、四国各地の放送局からそれぞれニュースを1本ずつ紹介するスタイルだった。現在は松山放送局経由。
- 7:50頃は不定期で中継コーナーになる場合がある。四国ブロックや他ブロックと共通の中継もある。
- タイトルは開始から2006年3月まで「おはようかがわ」、2006年4月から2008年3月まで「NHKニュースおはようかがわ」だった。
- 2020年9月25日に放送終了、同月28日は全編松山発の『NHKニュース おはよう四国』に変更され平日朝の県域ニュース枠は消滅した。ただし、現在も台風や大雨などの自然災害が発生しているかその恐れがある場合には臨時に『ニュースおはよう四国』をネット返上もしくは途中飛び乗り・飛び降りとしたり、『NHKニュース おはよう日本』の6:55 - 7:00のローカル枠を行使する形で県域ニュースを放送することがある。

## オープニング
- 初代 1993.04 - 1995.03
- 2代目 1995.04 - 1997.03
- 3代目 1997.04 - 2003.03
- 4代目 2003.03 - 2004.03（BGMのみ変更）
- 5代目 2004.04 - 2006.03（タイトルロゴのみ変更）
- 6代目 2006.04 - 2008.03
- 7代目 2008.04 -